# Брес
Брес (фр. Bresse) насеље је и општина у североисточној Француској у региону Лорена, у департману Вогези која припада префектури Епинал.
По подацима из 2011. године у општини је живело 4480 становника, а густина насељености је износила 77,32 становника/km². Општина се простире на површини од 57,94 km². Налази се на средњој надморској висини од 635 m метара (максималној 1.363 m, а минималној 580 m m).

## Демографија
| 1962. | 1968. | 1975. | 1982. | 1990. | 1999. | 2011. |
| ----- | ----- | ----- | ----- | ----- | ----- | ----- |
| 4.980 | 5.290 | 5.395 | 5.369 | 5.191 | 4.928 | 4.480 |

График промене броја становника у току последњих година